# Laguna Verde, Chiapas
Laguna Verde är en ort i Mexiko.   Den ligger i kommunen Venustiano Carranza och delstaten Chiapas, i den sydöstra delen av landet, 800 km öster om huvudstaden Mexico City. Laguna Verde ligger 679 meter över havet och antalet invånare är 247.
Terrängen runt Laguna Verde är kuperad åt nordost, men åt sydväst är den platt. Runt Laguna Verde är det ganska glesbefolkat, med 47 invånare per kvadratkilometer. Närmaste större samhälle är Venustiano Carranza, 9,5 km väster om Laguna Verde. Omgivningarna runt Laguna Verde är en mosaik av jordbruksmark och naturlig växtlighet.